# Mario Gallo
Mario Gallo fue un cineasta, director y productor de cine que nació en Barletta, Puglia, Italia el 31 de julio de 1878 y falleció en Buenos Aires, Argentina, el 8 de mayo de 1945. Fue un pionero de la cinematografía argentina y realizó la primera película con argumento de ese país.

## Primeros años en Argentina
Mario Gallo llegó a Argentina en 1905 como director de coros de un elenco de operetas y se radicó en el país, ganándose la vida como pianista de café. Por causa de su trabajo conoció a Atilio Lipizzi, otro italiano que había trabajado con su connacional Leopoldo Fregoli, un famoso transformista que en los últimos años del siglo XIX había filmado cortometrajes sin sonido que incluía en sus espectáculos, y por su intermedio accedió a un cierto conocimiento de los secretos del nuevo arte, decidiéndose por dedicarle al mismo su actividad.

## Primeras películas
Los primeros filmes producidos y dirigidos por Gallo fueron El fusilamiento de Dorrego, con prestigiosos comediantes como Salvador Rosich, Eliseo Gutiérrez y Roberto Casaux y  La Revolución de Mayo con Eliseo Gutiérrez como Vicente López y Planes, ambos rodados en 1909 sin que haya certeza sobre el orden en que fueran realizados. La versión tradicional de Pablo C. Ducros Hicken investigador e historiador especializado en cine, la prioridad fue de El fusilamiento de Dorrego estrenado el 24 de mayo de 1908, del que no se conservan copias. Otros investigadores fechan su rodaje dos años después, lo que significaría que la primera película sería La Revolución de Mayo de 1909, de la que se conserva una copia restaurada.

## Valoración
Algunos estudiosos ven en la obra fílmica de Gallo la influencia de la corriente del Film d'Árt, que desde 1908 intentaba en Francia la primera aproximación al cine como arte, para alejarlo del mero espectáculo de feria, y que tuvo su primera expresión en El asesinato del Duque de Guise, filme que tuvo además la particularidad de ser el primero en contar con música original, expresamente solicitada por su director el francés André Calmettes, compuesta por el septuagenario Camille Saint-Saëns para ser ejecutada en vivo durante la proyección.
En La Revolución de Mayo se puede apreciar que su lenguaje está emparentado con el del cine francés de su tiempo: la acción es eminentemente teatral, los decorados pintados en telones (el Cabildo flamea al soplar el viento), la cámara toma el lugar de un espectador y la narrativa queda a cargo de las placas con leyendas, funcionando la imagen a la manera de la ilustración de un texto. 
Dicen Claudio España y Ricardo Manetti:

" Se confundían entonces la ficción y el documental, aunque hoy es fácil diferenciarlos en aquellos artefactos. Sin embargo, hay algo innegable: en el cine histórico y en su cercanía con el testimonio está ya el principio de diferenciación de los géneros...En la primera intención está la vocación de narrar y de emplear para ello el modo de la historia popular: la viñeta, la inonografía escolar, el folletín, la novela de desván...en el imaginario reproductor lo esencial es "ilustrar" con imágenes en movimiento lo que se conoce, lo que produce miedo y dolor."

Otros filmes fueron  Camila O' Gorman (1910), con Salvador Rosich y Blanca Podestá , Muerte civil (1910), sobre el drama La muerte civil de Paolo Giacometti, La batalla de Maipú (1912), filmada en los terrenos donde actualmente está el estadio de River Plate y en la cual los actores que interpretaban a San Martín y a O´Higgins se fueron al suelo cuando se deben dar el histórico abrazo ya que nunca antes habían subido a un caballo, La batalla de San Lorenzo (1912), Juan Moreira (1913) y Tierra baja, con el gran actor de teatro Pablo Podestá. Eran obras que, realizadas en un país que debía forjar su construcción republicana como así también su ideario, contribuían a pensar las "ficciones orientadoras" que son las determinantes a la hora de darle a los individuos un sentimiento de nación, identidad colectiva y destino nacional. Por su parte Francisco Madrid escribió que el estilo de Gallo tendía a lo operístico como en Italia y el Film d'Árt en Francia. 
Las películas de Gallo de ese primer período entre 1909 a 1913 aproximadamente,bastante primitivas, le significaron pérdidas económicas. Gallo trató de superarlas más tarde, con estudio, laboratorio, despliegue publicitario y producciones más ambiciosas y así surgieron En un día de gloria (1918) y En buena ley (1919). 
Ángel Villoldo se inspiró en la figura de Gallo para componer su tango criollo, Sacame una película, gordito. Gallo siguió ligado a actividades vinculadas al cine hasta que falleció, en la pobreza, el 8 de mayo de 1945 en Buenos Aires.

## Filmografía
Director
- En buena ley (1919)
- En un día de gloria (1918)
- Tierra baja (1913)
- Juan Moreira (1913)
- La batalla de Maipú (1912)
- La batalla de San Lorenzo (1912)
- Muerte civil (1910)
- Camila O' Gorman (1910)
- La creación del Himno (1910)
- La Revolución de Mayo (1909)
- El fusilamiento de Dorrego  (1908)
- Plazas y paseos de Buenos Aires (documentario) (1907)
- Güemes y sus gauchos

Productor
- Juan Moreira (1913)
- Muerte civil (1910)
- La creación del Himno (1910)
- El fusilamiento de Dorrego (1908)
- La Revolución de Mayo (1909)